# Tuczępy (województwo lubelskie)
Tuczępy – wieś w Polsce położona w województwie lubelskim, w powiecie zamojskim, w gminie Grabowiec.
| SIMC    | Nazwa  | Rodzaj    |
| ------- | ------ | --------- |
| 0888706 | Ostków | część wsi |

W latach 1975–1998 miejscowość położona była w województwie zamojskim.
Wieś jest sołectwem w gminie Grabowiec. Według Narodowego Spisu Powszechnego z roku 2011 wieś liczyła 276 mieszkańców.
Wieś jest siedzibą rzymskokatolickiej parafii św. Anny w Tuczępach. W Tuczępach znajduje się drewniany kościół rzymskokatolicki pw. św. Anny zbudowany w latach 1939–1957, na miejscu starszej świątyni. Parafia unicka, a po likwidacji unickiej diecezji chełmskiej prawosławna działała w Tuczępach od XVIII w. W 1877 wzniesiono na jej potrzeby drewnianą cerkiew Trójcy Świętej, w 1920 rekoncyliowaną na kościół i rozebraną po dziesięciu latach z uwagi na zły stan techniczny.
Na obszarze Tuczęp znajdowało się niegdyś miasto Dąbrowa (1759, lokacja chybiona).